# Jan Graubner
Jan Graubner (Brno, 29 agosto 1948) è un arcivescovo cattolico e teologo ceco, dal 13 maggio 2022 arcivescovo metropolita di Praga.

## Biografia
Nasce a Brno, il 29 agosto 1948.

### Formazione e ministero sacerdotale
Studia alla Facoltà teologica "Santi Cirillo e Metodio" (1968–1973).
È ordinato presbitero il 23 giugno 1973.
Serve come parroco a Zlín, Valašské Klobouky, Vizovice, Provodov e Horní Lhota.

### Ministero episcopale

Stemma arcivescovo di Olomouc.

Il 17 marzo 1990 papa Giovanni Paolo II lo nomina vescovo titolare di Tagaria ed ausiliare di Olomouc. Riceve l'ordinazione episcopale il 7 aprile seguente dall'arcivescovo František Vaňák.
Il 28 settembre 1992 lo stesso papa lo nomina arcivescovo metropolita di Olomouc.
Il 13 maggio 2022 papa Francesco lo nomina arcivescovo metropolita di Praga, succedendo al cardinale Dominik Duka, dimessosi per raggiunti limiti d'età. Il 2 luglio successivo prende possesso dell'arcidiocesi, nella cattedrale di San Vito.
È stato presidente della Conferenza episcopale ceca al 25 gennaio 2000 al 21 aprile 2010 e dal 28 aprile 2020 al 29 aprile 2025 e vicepresidente della stessa dal 21 aprile 2010 al 28 aprile 2020.

## Genealogia episcopale e successione apostolica
La genealogia episcopale è:
- Cardinale Scipione Rebiba
- Cardinale Giulio Antonio Santori
- Cardinale Girolamo Bernerio, O.P.
- Arcivescovo Galeazzo Sanvitale
- Cardinale Ludovico Ludovisi
- Cardinale Luigi Caetani
- Cardinale Ulderico Carpegna
- Cardinale Paluzzo Paluzzi Altieri degli Albertoni
- Papa Benedetto XIII
- Papa Benedetto XIV
- Papa Clemente XIII
- Cardinale Marcantonio Colonna
- Cardinale Giacinto Sigismondo Gerdil, B.
- Cardinale Giulio Maria della Somaglia
- Cardinale Carlo Odescalchi, S.I.
- Cardinale Costantino Patrizi Naro
- Cardinale Lucido Maria Parocchi
- Papa Pio X
- Papa Benedetto XV
- Papa Pio XII
- Arcivescovo Saverio Ritter
- Cardinale Josef Beran
- Arcivescovo Josef Karel Matocha
- Cardinale František Tomášek
- Vescovo Antonín Liška, C.SS.R.
- Arcivescovo František Vaňák
- Arcivescovo Jan Graubner

La successione apostolica è:
- Vescovo Antonín Basler (2017)
- Arcivescovo Josef Nuzík (2017)
- Vescovo Stanislav Přibyl, C.SS.R. (2024)